# Castello Craig-y-Nos

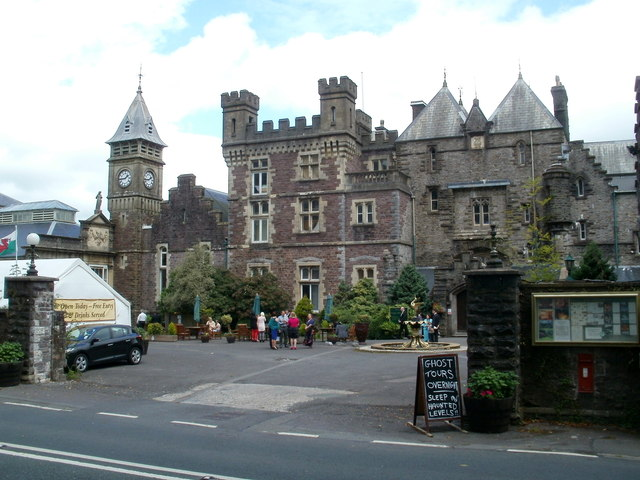
a facciata principale del castello

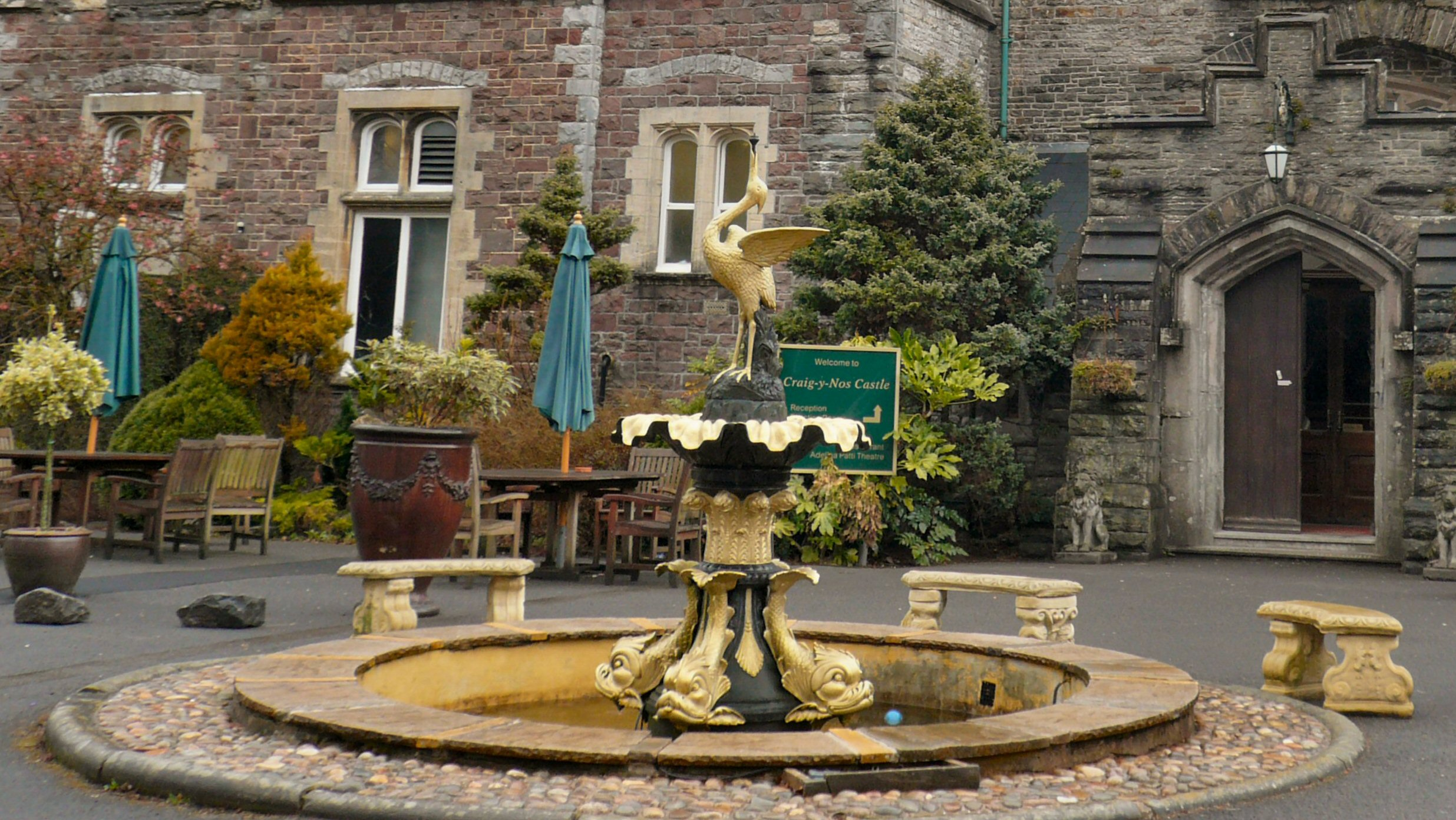
Fontana dorata di fronte alla facciata principale del castello

Il castello Craig-y-Nos (in inglese Craig-y-Nos Castle; in gallese Castell Craig-y-Nos) è una storica residenza situata nella comunità gallese di Tawe-Uchaf, nell'area dei Brecon Beacons (contea di Powys), e realizzata tra il 1841 e il 1843 su progetto dell'architetto T.H. Wyatt. Fu per circa quarant'anni la dimora della cantante lirica italiana Adelina Patti.
È classificato come castello di secondo grado.

## Storia
La costruzione della residenza venne commissionata all'architetto T.H. Wyatt nel 1840 dal capitano Rhys Davies Powells su un terreno rialzato affacciato sul fiume Tawe, probabilmente nel luogo dove sorgeva un edificio del XVI-XVII secolo. Per la costruzione, che durò due-tre anni, fu utilizzata dell'arenaria del posto.
Nel 1878, il castello venne acquistato da Adelina Patti, una star mondiale della lirica di quell'epoca, che si assicurò l'edificio per la cifra di 3.500 sterline.  La Patti diede all'edificio il nome di Craig-y-nos, che in lingua gallese significa "rocca della notte".
In seguito, la nuova proprietaria, dopo il matrimonio (datato 1886) fece realizzare nel 1890 un teatro nell'area nord-orientale della tenuta, al quale fu poi aggiunta una torre con orologio meccanico risalente al 1884. L'inaugurazione del teatro nella tenuta del castello Craig-y-Nos avvenne 12 luglio 1891 con la presenza di autorità quali l'ambasciatore spagnolo.
Inoltre, la Patti fece aggiungere nuove stanze per gli ospiti nel 1891 allargando l'ala settentrionale dell'edificio principale e affidò all'architetto William Barron il compito di realizzare dei giardini lungo l'ala orientale del castello.
Inoltre, già prima del 1898 il castello Craig-y-Nos fu dotato di energia elettrica, divenendo così una delle prime residenze private della Gran Bretagna ad esserne provviste.
Adelina Patti morì a Craig-y-Nos il 27 settembre 1919.  Dopo la sua morte, il castello venne ceduto nel marzo 1921 per la cifra di 11.000 sterline  al Welsh National Memorial Trust e adibito a ospedale (chiamato, su richiesta del terzo marito della Patti, il barone Von Cederström, "Adelina Patti Hospital"),  funzione che assolse fino al 31 marzo 1986, dopo l'inaugurazione di un nuovo ospedale a Ystradgynlais.
Nel frattempo, il castello e i suoi giardini erano diventati nel 1976 di proprietà dell'autorità del parco nazionale di Brecon Beacons, proprietà che fu poi ceduto il 12 maggio 1988 a David Richard Cecil Jones e alla Craig-y-Nos Castle Company Limited. Il castello venne quindi nuovamente ceduto nel 1995 a John Trevor Jones e Penelope Jones, che misero successivamente nuovamente in vendita la struttura.
In seguito, il castello Craig-y-Nos divenne un albergo. 

## Architettura
Il castello si trova nella parte settentrionale della valle di Swansea e si affaccia sul fiume Tawe. L'edificio è in stile baronale scozzese ed è costituito da tre piani principali.

## Leggende
Secondo la leggenda, nel castello si aggirerebbe il fantasma della sua celebre proprietaria Adelina Patti. Il fantasma si manifesterebbe nelle sembianze di una donna magra vestita di nero oppure in quelle di una pianista.